# Hexaplex trunculus
Hexaplex trunculus е соленоводен средноголям охлюв от семейство Muricidae. Видът има историческа значимост поради факта, че древните финикийци са добивали от него индиго – секрет произвеждан от хипобранхиалната жлеза на мекотелото.

## Разпространение и местообитание
Видът обитава крайбрежията на Азорските и Канарските острови, атлантическото крайбрежие на Южна Европа и Северна Африка и цялото Средиземноморие. Обитава плитки сублиторални води.

## Описание
Дължината на раковината варира от 35 до 108 милиметра. Тя е неголяма, вретеновидно-овална и здрава. Образувана е от около седем спирални извивки. Цветът варира при отделните представители. Притежават оперкулум.

## Хранене
Хищен вид.